# I fjol gjætt’e gjeitinn
I fjol gjætt’e gjeitinn (Nederlands: "Vorig jaar hoedde ik de geiten") is een compositie van Johan Svendsen. Svendsen schreef een aantal variaties op het gelijknamige Noorse volksliedje. De strijkers zijn qua partijen als volgt verdeeld:
- eerste violen
- tweede violen
- eerste altviolen
- tweede altviolen
- eerste celli
- tweede celli
- contrabas.

Het circa vijf minuten durende werkje werd voor het eerst gespeeld tijdens een concertavond gewijd aan de componist in Oslo. Van hem werden tevens de Feestpolonaise (opus 12), IJslandse melodieën, Zoraide (opus 11) en Kroningsmars gespeeld. Agathe Backer-Grøndahl, een van de bekendste Noorse pianistes destijds, voerde met het theaterorkest onder leiding van Svendsen het Pianconcert in a mineur van Robert Schumann uit.
Svendsen droeg I fjol gjætt’e gjeitinn op aan zijn vrouw Bergljot Svendsen. Zij werd in circa 1843 in New York geboren als Sarah Schmidt Levett, dochter van tandarts Morris Levett. Ze paste haar naam in Noorwegen aan, toen ze zich tot het christendom bekeerde. Die liefde hield stand tot 1901, toen er een echtscheiding volgde en ze totaal uit beeld verdween. Svendsen hertrouwde binnen een jaar.
Van het werk zijn in 2015 meerdere opnamen in omloop, hetgeen er op wijst, dat dit een van Svendsens populairste werkjes bleef.